# Degertjärnen (Sävars socken, Västerbotten)
Degertjärnen är en sjö i Umeå kommun i Västerbotten och ingår i Dalkarlsån-Sävaråns kustområde.